# CONCACAF Gold Cup 1998
La CONCACAF Gold Cup 1998 è stata la 14ª edizione (la 4ª con la formula attuale) di questo torneo di calcio continentale per squadre nazionali maggiori maschili organizzato dalla CONCACAF. Il torneo si è disputato negli Stati Uniti d'America dal 1° al 15 febbraio 1998. Le dieci squadre partecipanti furono divise in un girone da quattro (Gruppo A) e in due da tre (Gruppo B e Gruppo C); le prime classificate di ogni girone più la seconda classificata del Gruppo A passavano in semifinale. Il Brasile fu invitato nuovamente alla manifestazione, e stavolta si presentò con la nazionale maggiore. Il trofeo fu vinto per la sesta volta dal Messico, che batté in finale gli Stati Uniti 1-0 grazie al gol di Luis Hernández.

## Formula
- Qualificazioni

31 membri CONCACAF: 10 posti disponibili per la fase finale. Stati Uniti (come paese ospitante) e Brasile (in qualità di ospite della manifestazione, affiliata alla CONMEBOL) sono qualificati direttamente alla fase finale. Rimangono 30 squadre per otto posti disponibili per la fase finale. Le squadre e i posti disponibili sono suddivisi in tre zone di qualificazione: Nord America (2 posti), Centro America (4 posti), Caraibi (2 posti).
Zona Nord America - 2 squadre, si qualificano di diritto alla fase finale.
Zona Centro America - 7 squadre, partecipano alla Coppa delle nazioni UNCAF 1997, le prime quattro classificate si qualificano alla fase finale.
Zona Caraibi - 20 squadre, partecipano alla Coppa dei Caraibi 1996, la vincente si qualifica alla fase finale. 22 squadre, partecipano alla Coppa dei Caraibi 1997, la vincente si qualifica alla fase finale.
- Fase finale

Fase a gruppi - 10 squadre, divise in tre gruppi (uno da tre squadre e uno da quattro squadre). Giocano partite di sola andata, le prime classificate e la seconda classificata del gruppo da quattro squadre accedono alle semifinali.
Fase a eliminazione diretta - 4 squadre, giocano partite di sola andata. La vincente si laurea campione CONCACAF e si qualifica alla FIFA Confederations Cup 1999.

## Squadre partecipanti
| Pr. | Squadra           | Data di qualificazione certa | Partecipante in quanto                                         | Partecipazioni precedenti al torneo                                   | Ultima presenza          |
| --- | ----------------- | ---------------------------- | -------------------------------------------------------------- | --------------------------------------------------------------------- | ------------------------ |
| 1   | Stati Uniti       | -                            | Rappresentativa della nazione ospitante                        | 5 (1985, 1989, 1991, 1993, 1996)                                      | Stati Uniti 1996         |
| 2   | Brasile           | -                            | Ospite della manifestazione (CONMEBOL)                         | 1 (1996)                                                              | Stati Uniti 1996         |
| 3   | Messico           | -                            | Qualificata di diritto                                         | 11 (1963, 1965, 1967, 1969, 1971, 1973, 1977, 1981, 1991, 1993, 1996) | Stati Uniti 1996         |
| 4   | Giamaica          | -                            | Invitata in sostituzione del Canada rinunciatario              | 4 (1963, 1969, 1991, 1993)                                            | Stati Uniti-Messico 1993 |
| 5   | Trinidad e Tobago | 7 giugno 1996                | 1ª classificata della Coppa dei Caraibi 1996 e 1997            | 8 (1967, 1969, 1971, 1973, 1985, 1989, 1991, 1996)                    | Stati Uniti 1996         |
| 6   | Costa Rica        | 18 aprile 1997               | 1ª classificata della Coppa delle nazioni UNCAF 1997           | 8 (1963, 1965, 1969, 1971, 1985, 1989, 1991, 1993)                    | Stati Uniti-Messico 1993 |
| 7   | Honduras          | 18 aprile 1997               | 4ª classificata della Coppa delle nazioni UNCAF 1997           | 9 (1963, 1967, 1971, 1973, 1981, 1985, 1991, 1993, 1996)              | Stati Uniti 1996         |
| 8   | Guatemala         | 20 aprile 1997               | 2ª classificata della Coppa delle nazioni UNCAF 1997           | 10 (1963, 1965, 1967, 1969, 1973, 1977, 1985, 1989, 1991, 1996)       | Stati Uniti 1996         |
| 9   | El Salvador       | 20 aprile 1997               | 3ª classificata della Coppa delle nazioni UNCAF 1997           | 7 (1963, 1965, 1977, 1981, 1985, 1989, 1996)                          | Stati Uniti 1996         |
| 10  | Cuba              | 4 ottobre 1997               | Vincente del Playoff Zona Caraibi della fase di qualificazione | 2 (1971, 1981)                                                        | Honduras 1981            |

Nella sezione "partecipazioni precedenti al torneo", le date in grassetto indicano che la nazione ha vinto quella edizione del torneo, mentre le date in corsivo indicano la nazione ospitante.

## Stadi
| Los Angeles                   | Oakland                         | Miami             |
| ----------------------------- | ------------------------------- | ----------------- |
| Los Angeles Memorial Coliseum | Oakland-Alameda County Coliseum | Miami Orange Bowl |
| Capienza: 93.607              | Capienza: 63.026                | Capienza: 74.476  |
|                               |                                 |                   |
| Oakland Los Angeles Miami     |                                 |                   |

## Fase finale

### Fase a gruppi

#### Gruppo A

##### Classifica
| Pos | Squadra     | P.ti | G | V | N | P | GF | GS | DR |
| --- | ----------- | ---- | - | - | - | - | -- | -- | -- |
| 1   | Giamaica    | 7    | 3 | 2 | 1 | 0 | 5  | 2  | +3 |
| 2   | Brasile     | 5    | 3 | 1 | 2 | 0 | 5  | 1  | +4 |
| 3   | Guatemala   | 2    | 3 | 0 | 2 | 1 | 3  | 4  | -1 |
| 4   | El Salvador | 1    | 3 | 0 | 1 | 2 | 0  | 6  | -6 |

##### Risultati
| Los Angeles 1 febbraio 1998 | El Salvador | 0 – 0 | Guatemala | Los Angeles Memorial Coliseum (26.391 spett.)\| Arbitro: \| Bujsaim \| |
| Arbitro:                    | Bujsaim     |       |           |                                                                        |

| Miami 3 febbraio 1998 | Brasile   | 0 – 0 | Giamaica | Miami Orange Bowl (43.754 spett.)\| Arbitro: \| Baharmast \| |
| Arbitro:              | Baharmast |       |          |                                                              |

| Arbitro: | Ramdhan |

|             |           |           |
| Romário 79’ | Marcatori | 90’ Plata |

| Arbitro: | Badilla |

|  |           |                                       |
|  | Marcatori | 7’ Edmundo 19’ Romário 87’, 90’ Élber |

| Arbitro: | Brizio Carter |

|                        |           |                            |
| Plata 16’ Westphal 84’ | Marcatori | 14’, 67’ Hall 55’ Williams |

| Arbitro: | Nazri |

|                       |           |  |
| Gayle 41’ Simpson 62’ | Marcatori |  |

#### Gruppo B

##### Classifica
| Pos | Squadra           | P.ti | G | V | N | P | GF | GS | DR |
| --- | ----------------- | ---- | - | - | - | - | -- | -- | -- |
| 1   | Messico           | 6    | 2 | 2 | 0 | 0 | 6  | 2  | +4 |
| 2   | Trinidad e Tobago | 3    | 2 | 1 | 0 | 1 | 5  | 5  | 0  |
| 3   | Honduras          | 0    | 2 | 0 | 0 | 2 | 1  | 5  | -4 |

##### Risultati
| Arbitro: | Prendergast |

|           |           |                         |
| Pavón 66’ | Marcatori | 35’ Nixon 39’, 70’ John |

| Arbitro: | Mendonça |

|                                             |           |                        |
| Ramírez 37’ Hernández 63’, 82’ Palencia 65’ | Marcatori | Marcelle 59’ Nixon 75’ |

| Arbitro: | Baharmast |

|                 |           |  |
| Blanco 22’, 86’ | Marcatori |  |

#### Gruppo C

##### Classifica
| Pos | Squadra     | P.ti | G | V | N | P | GF | GS | DR |
| --- | ----------- | ---- | - | - | - | - | -- | -- | -- |
| 1   | Stati Uniti | 6    | 2 | 2 | 0 | 0 | 5  | 1  | +4 |
| 2   | Costa Rica  | 3    | 2 | 1 | 0 | 1 | 8  | 4  | +4 |
| 3   | Cuba        | 0    | 2 | 0 | 0 | 2 | 2  | 10 | -8 |

##### Risultati
| Arbitro: | Daami |

|                                          |           |  |
| Wegerle 55’ Wynalda 58’ Moore 76’ (rig.) | Marcatori |  |

| Arbitro: | Brizio Carter |

|                                                                 |           |                         |
| Berry 3’ Wanchope 21’, 32’, 64’, 78’ López 29’ (rig.) Myers 44’ | Marcatori | 50’ Martén 90’ Sebrango |

| Arbitro: | Nazri |

|                   |           |            |
| Pope 7’ Preki 78’ | Marcatori | 56’ Oviedo |

### Fase a eliminazione diretta

#### Tabellone
|  | Semifinali      | Semifinali      | Semifinali |         |             | Finale          | Finale          | Finale          |  |
|  |                 |                 |            |         |             |                 |                 |                 |  |
|  | 1C. Stati Uniti | 1C. Stati Uniti | 1          |         |             |                 |                 |                 |  |
|  | 1C. Stati Uniti | 1C. Stati Uniti | 1          |         |             |                 |                 |                 |  |
|  | 2A. Brasile     | 2A. Brasile     | 0          |         |             |                 |                 |                 |  |
|  | 2A. Brasile     | 2A. Brasile     | 0          |         | Stati Uniti | Stati Uniti     | 0               |                 |  |
|  |                 |                 |            |         | Stati Uniti | Stati Uniti     | 0               |                 |  |
|  |                 |                 | Messico    | Messico | 1           |                 |                 |                 |  |
|  | 1A. Giamaica    | 1A. Giamaica    | Messico    | Messico | 1           | 0               |                 |                 |  |
|  | 1A. Giamaica    | 1A. Giamaica    |            |         |             | 0               |                 |                 |  |
|  | 1B. Messico     | 1B. Messico     | 1          |         |             | Finale 3º posto | Finale 3º posto | Finale 3º posto |  |
|  | 1B. Messico     | 1B. Messico     | 1          |         |             |                 |                 |                 |  |
|  |                 |                 |            |         |             |                 |                 |                 |  |
|  |                 |                 |            |         |             | Brasile         | Brasile         | 1               |  |
|  |                 |                 |            |         |             | Brasile         | Brasile         | 1               |  |
|  |                 |                 |            |         |             | Giamaica        | Giamaica        | 0               |  |

#### Semifinali
| Arbitro: | Bujsaim |

|           |           |  |
| Preki 65’ | Marcatori |  |

| Arbitro: | Badilla |

|                |           |  |
| Hernández 105’ | Marcatori |  |

#### Finale per il 3º posto
| Arbitro: | Bujsaim |

|             |           |  |
| Romário 77’ | Marcatori |  |

#### Finale
| Arbitro: | Ramdhan |

|  |           |               |
|  | Marcatori | 43’ Hernández |

## Statistiche

### Classifica marcatori
4 reti
- Paulo Wanchope
- Luis Hernández

3 reti
- Romário

2 reti
- Giovane Élber
- Juan Carlos Plata
- Paul Hall
- Cuauhtémoc Blanco
- Stern John
- Jerren Nixon
- Preki

1 rete
- Edmundo
- Austin Berry
- Wilmer López
- Roy Myers
- Allan Oviedo
- Luis Martén
- Eduardo Sebrango
- Edwin Westphal
- Carlos Pavón

- Marcus Gayle
- Fitzroy Simpson
- Andy Williams
- Ramón Ramírez
- Francisco Palencia
- Clint Marcelle
- Joe-Max Moore
- Eddie Pope
- Roy Wegerle
- Eric Wynalda

### Premi
- Golden Ball Award:  Kasey Keller
- Golden Boot Award:  Luis Hernández,  Paulo Wanchope
- Gold Cup Best XI:

| Portiere     | Difensori                          | Centrocampisti                                  | Attaccanti                     |
| ------------ | ---------------------------------- | ----------------------------------------------- | ------------------------------ |
| Kasey Keller | Eddie Pope Claudio Suárez Ze María | Ramón Ramírez Preki Paul Hall Cuauhtémoc Blanco | Edmundo Romário Paulo Wanchope |